# الكراهية التي تسببها (فلم)
الكراهية التي تسببها (بالإنجليزية The Hate U Give) هو فيلم دراما أمريكي قادم من إخراج جورج تيلمان الابن وكتب بواسطة تينا مابري وأودري ويلز. الفيلم مبني علي رواية كتبها انجي توماس تحمل نفس العنوان. الفيلم من بطولة  أماندلا ستينبرغ، ريجينا هول، راسل هورنسبي، لامار جونسون, إيسا راي، سابرينا كاربنتر، أنتوني ماكي. الفيلم عرض لأول مرة في مهرجان تورونتو السينمائي الدولي في السابع من أيلول / سبتمبر 2018 ومن المقرر أن يصدر في الولايات المتحدة في الخامس من تشرين الأول / أكتوبر عام 2018.

## نبذة
ستار كارتر فتاة سوداء في السادسة عشر من عمرها، وطالبة في إحدى المدارس الثانوية، ومقيمة في إحدى المناطق الفقيرة، تصير شاهدة على واقعة إطلاق شرطي أبيض النار على حبيبها، وعليها الآن أن تدلي بشهادتها عما حدث في تلك الليلة المشئومة.

## طاقم العمل
- أماندلا ستينبرغ في دور ستار كارتر
- ريجينا هول  في دور ليزا كارتر
- راسل هورنسبي
- ك ج آبا في دور كريس حبيب ستار
- لامار جونسون
- إيسا راي
- سابرينا في دورهايلي واحدة من أصدقاء ستار من المدرسة الإعدادية.
- أنتوني ماكي تاجر مخدرات محلي

## الإنتاج
التصوير الرئيسي للفيلم بدأ في 12 سبتمبر / أيلول 2017 في أتلانتا، جورجيا.

## الإصدار
من المقرر أن يصدر في عرض محدودة في الولايات المتحدة في الخامس من تشرين الأول / أكتوبر 2018, قبل العرض الموسع في 19 أكتوبر.

## الاستقبال النقد
الفيلم حصل علي 96% في التقيم المجمع علي موقع روتين توميتوز بناءا علي 26 تقيم وتقيم متوسط قدره 8.1/10.علي موقع ميتاكريتك حصل الفيلم علي 82/100.

## وصلات خارجية
- الموقع الرسمي
- مقالات تستعمل روابط فنية بلا صلة مع ويكي بيانات